# Челач
Челач — река в России, протекает по территории Троицко-Печорского района Республики Коми. Устье реки находится в 30 км по левому берегу реки Илыч. Длина реки — 73 км, площадь её водосборного бассейна — 376 км².
Река берёт начало в болотах примерно в 40 км к юго-востоку от посёлка Приуральский и в 90 км к юго-востоку от Троицко-Печорска. Всё течение проходит в ненаселённой холмистой тайге, генеральное направление течения — северо-запад. Русло сильно извилистое, в низовьях образует затоны и старицы. Притоки — Дзодзегаёль, Ыджид-Кыкъёль, Ичет-Кыкъёль (левые); Мойпыкадаёль, Ыджидъёль, Лёкёль (правые). Впадает в Илыч в 20 км к юго-западу от посёлка Приуральский. Ширина реки у устья — 27 метров, скорость течения — 0,5 м/с.

## Данные водного реестра
По данным государственного водного реестра России относится к Двинско-Печорскому бассейновому округу, водохозяйственный участок реки — Печора от истока до водомерного поста у посёлка Шердино, речной подбассейн реки — Бассейны притоков Печоры до впадения Усы. Речной бассейн реки — Печора.